# 羅斯科鎮區 (愛荷華州戴維斯縣)
羅斯科鎮區（英語：Roscoe Township）是位於美國愛荷華州戴維斯縣的一個行政鎮區。

## 地方資料
根據2010年美國人口普查的數據，羅斯科鎮區的面積為66.05平方千米，當中陸地面積為65.91平方千米，而水域面積為0.14平方千米。當地共有人口233人，而人口密度為每平方千米3.53人。